# Molophilus (Superbomolophilus) inelegans
Molophilus (Superbomolophilus) inelegans is een tweevleugelige uit de familie steltmuggen (Limoniidae). De soort komt voor in het Australaziatisch gebied.